# 警察故事續集
《警察故事續集》是1988年出品的一部香港電影，由成龍執導，成龍、張曼玉、董驃等主演，為《警察故事系列》中的第二部。
電影主題曲名為〈陪我覓我路〉，由黎小田、黃霑和成龍分別擔任作曲、填詞和主唱。

## 劇情
皇家香港警察隊重案組警長陳家駒成功緝拿大毒梟朱滔、搞垮其販毒集團後，卻因屢次違反上級命令、嚴重破壞公物後遭到署長調職。當交警期間，朱滔因身患絕症而只剩三個月生命，因此獲得保外就醫而走出法院，揚言要對家駒報復。不出所料，家駒二度受朱滔僱用的流氓騷擾，一次動手打阿May一巴掌而讓家駒徹底憤怒，沖入流氓聚餐的餐廳裏將他們痛打一頓。但這個過程使餐廳被嚴重破壞，家駒再度受署長指責，逐漸受不了吃力不討好，家駒立即辭職告別警察職務。
家駒原本計畫和阿May出國旅遊散心，來到銀河中心預定峇里島旅遊期間重逢幾名學弟，得知有匿名人士打電話警告說購物中心有炸彈。家駒為以防萬一而疏散整間購物中心，還通知消防隊和拆彈小組等有關部門前來，即使所有人都認為是場騙局。但十分鐘後，銀河中心如同警告發生爆炸，所幸疏散及時而無人傷亡。災後，銀河中心大股東置業集團受炸彈犯勒索現金一千萬，否則就繼續炸他們名下的其他產業。當置業集團私下報警處理後，署長決定將家駒傳喚回來辦案，不得不將他從機場叫回來，卻導致家駒不慎讓把身上無證件的阿May一人留在飛往峇里島的班機上。
家駒和驃叔秘密在置業集團馮總裁的辦公室和會議室裏加裝竊聽器，以便追蹤匪徒電話，但被驅逐回香港的阿May跑到警察局大發雷霆，使兩人戀情開始緊張。當家駒陪阿May去公園遊玩一天作為補償時，再度受朱滔召集的十幾名流氓糾纏。家駒僅靠一人擊敗所有人，但阿May經過這件事才說她希望家駒能夠溫柔體貼、而不是好勇鬥狠。署長決定暫時不追究公園鬥毆一事，讓他帶領負責跟監的“狗仔隊”協助辦案。追蹤炸彈犯途中，家駒靠以前的線人得知一名叫喪輝的炸彈販，透過臥底形式抓到他現行後得知向他買過大量炸藥的嫌犯北極熊。隊伍跟蹤北極熊至一間廢棄工廠，於裏面查案期間遭遇另一名啞巴共犯。啞巴以驚人打鬥實力擺脫警察，而炸彈犯隔天靠花籃炸彈炸傷馮總裁的秘書，懲罰他們違約報警，並將喪輝作為人肉炸彈炸毀警署大門。
置業集團斥責警察辦事不周，決定對犯人妥協交錢，導致警察士氣嚴重受挫。而炸彈犯為了確保收錢能順利，沿路綁架到警局探望家駒而離開路上的阿May，引來家駒一起抓獲。家駒遭受四名炸彈犯拷打，甚至聽他們當眾念出阿May準備向家駒提出分手的信，但面對阿May性命遭到威脅，家駒答應替他們收錢。炸彈犯在家駒身上安置拆除風險性高的遙控炸彈以確保他配合，而家駒跑到置業集團拿到錢後，趁機開車進機場隧道中央斷絕信號，冒險更換導線而拆下身上的炸彈後，將炸彈和錢箱留給趕來的警察。他獨自跟蹤炸彈犯至藏身的火藥倉庫後，相繼擊敗所有炸彈犯並救出阿May。最後火藥庫引燃而炸毀整間倉庫，家駒成功逃出生天，與阿May相擁並釋盡前嫌。

## 演員表

### 主要演員
| 演員   | 角色   | 備註     | 粵語配音 |
| 成龍   | 陳家駒 | 警長     | 鄧榮銾   |
| 張曼玉 | 阿May  | 家駒女友 | 沈小蘭   |
| 董驃   | 驃叔   | 家駒上司 | 董驃     |
| 林國雄 | 林署長 | 驃叔上司 | 林保全   |

### 其他演員
| 演員   | 角色                   | 備註       | 粵語配音 |
| 梁韻蕊 | 阿蕊                   | 狗仔隊探員 | 盧素娟   |
| 楚原   | 朱滔                   | 前大毒梟   | 楊捷康   |
| 何家勁 | 阿勁                   | 警員12674  | 朱子聰   |
| 林國斌 | 軍火勇                 | 炸彈狂徒   | 馮永和   |
| 張午郎 | 北極熊                 | 炸彈狂徒   | 陳永信   |
| 周潤堅 | 堅哥                   | 炸彈狂徒   | 賈鳳梧   |
| 黎強權 | 阿弟(啞巴)             | 炸彈狂徒   |          |
| 曹查理 | 高約翰                 | 朱滔師爺   | 盧雄     |
| 戴志偉 | 喪輝                   | 炸藥販     | 朱子聰   |
| 吳聲發 | 吳警長                 | 狗仔隊警長 | 張炳強   |
| 梅愛芳 | 梅警長                 | 狗仔隊警長 | 龍寶鈿   |
| 郭錦恩 | Crystal                | 狗仔隊探員 | 沈小蘭   |
| 戴蘊慧 | -                      | 狗仔隊探員 | 何錦華   |
| 米奇   | -                      |            |          |
| 火星   | 莫金發                 | 又名大口金 | 陳永信   |
| 尹發   | -                      |            |          |
| 李健生 | -                      |            |          |
| 張耀華 | -                      |            |          |
| 黎強根 | -                      |            |          |
| 陳達廣 | -                      |            |          |
| 李俊傑 | -                      |            |          |
| 午馬   | 商場保安               | 客串       | 金貴     |
| 關山   | 馮總裁（地產公司主席） | 客串       | 金貴     |
| 劉兆銘 | 警官                   | 客串       |          |
| 焦姣   | 阿May姨                | 客串       | 龍寶鈿   |
| 黃曼凝 | 地產公司秘書           | 客串       | 何錦華   |
| 樓南光 | 貨車司機               | 客串       | 陳永信   |
| 太保   | 蛇仔春／百搭           | 線民 客串  | 陳永信   |
| 劉青雲 | 警員                   | 客串       | 盧雄     |
| 周文健 | 警員                   | 客串       |          |
| 葉晨   | -                      | 客串       |          |
| 黃新   | 商場店家               | 客串       | 賈鳳梧   |
| 江欣燕 | 空姐                   | 客串       | 盧素娟   |
| 甘國衛 | 馮總裁私人助理         | 客串       | 朱子聰   |
| 龍天生 | 生仔（警員）           | 客串       | 陳永信   |
| 王偉   | 地產股東               | 客串       | 賈鳳梧   |
| 葉榮祖 | 地產股東               | 客串       |          |
| 楊澤霖 | 地產股東               | 客串       | 盧雄     |
| 陳國新 | -                      | 客串       | 馮永和   |
| 詹秉熙 | 阿輝（警員）           | 客串       | 朱子聰   |
| 關鍵   | -                      | 客串       |          |
| 上官玉 | -                      | 客串       |          |
| 商天娥 | 護士                   | 客串       |          |
| 盧惠光 | 消防隊長               | 客串       | 馮永和   |
| 李佩玲 | 喪輝女友               | 客串       | 盧素娟   |
| 麥天恩 | 警官                   | 客串       |          |

## 獎項
| 頒獎典禮                | 獎項         | 名單         | 結果 |
| ----------------------- | ------------ | ------------ | ---- |
| 香港電影金像獎（第8屆） | 最佳動作指導 | 成家班       | 獲獎 |
| 金馬獎（第25屆）        | 最佳劇情片   | 警察故事續集 | 提名 |
| 金馬獎（第25屆）        | 最佳美術設計 | 黃銳民       | 獲獎 |

## 外部連結
- 香港影庫上《警察故事續集》的資料（繁體中文）
- 開眼電影網上《警察故事續集》的資料（繁體中文）
- 豆瓣电影上《警察故事續集》的資料 （简体中文）
- 时光网上《警察故事續集》的資料（简体中文）
- AllMovie上《警察故事續集》的资料（英文）
- 爛番茄上《警察故事續集》的資料（英文）
- 互联网电影数据库（IMDb）上《警察故事續集》的资料（英文）